# Collège de l’Arc

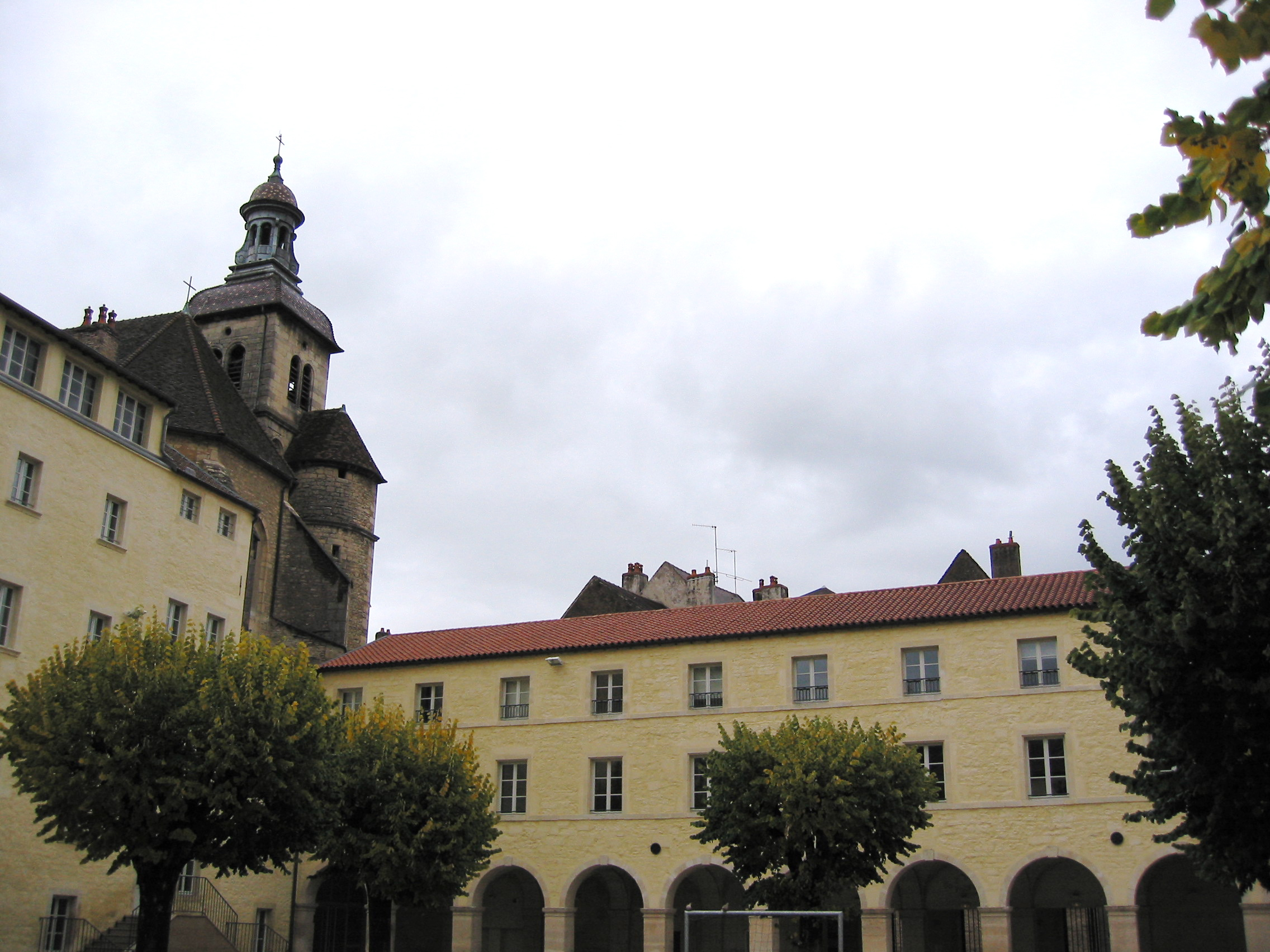
Collège de l'Arc in Dole (Frankrijk)

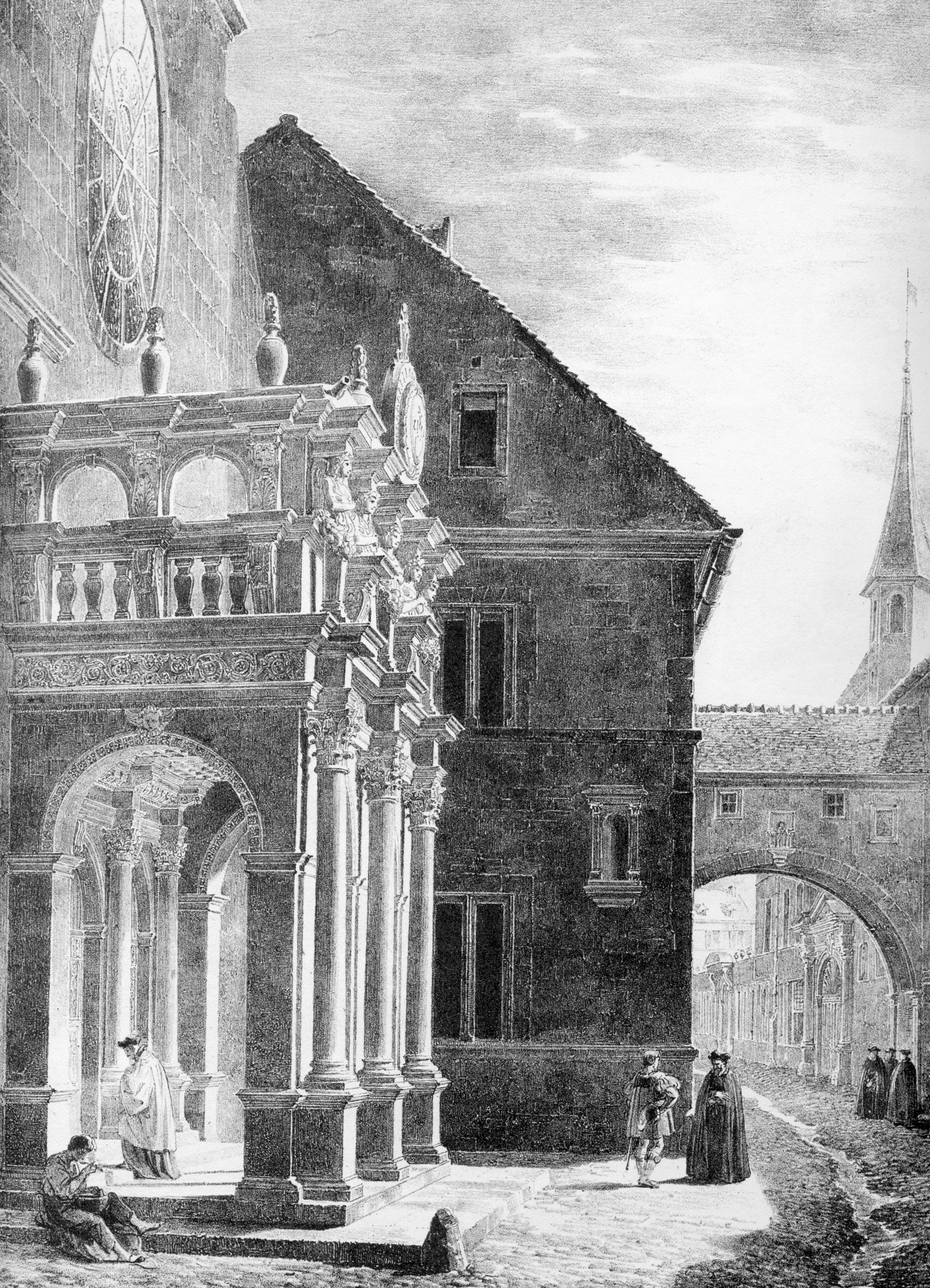
Jezuïetencollege met Arc rechts (18e eeuw)

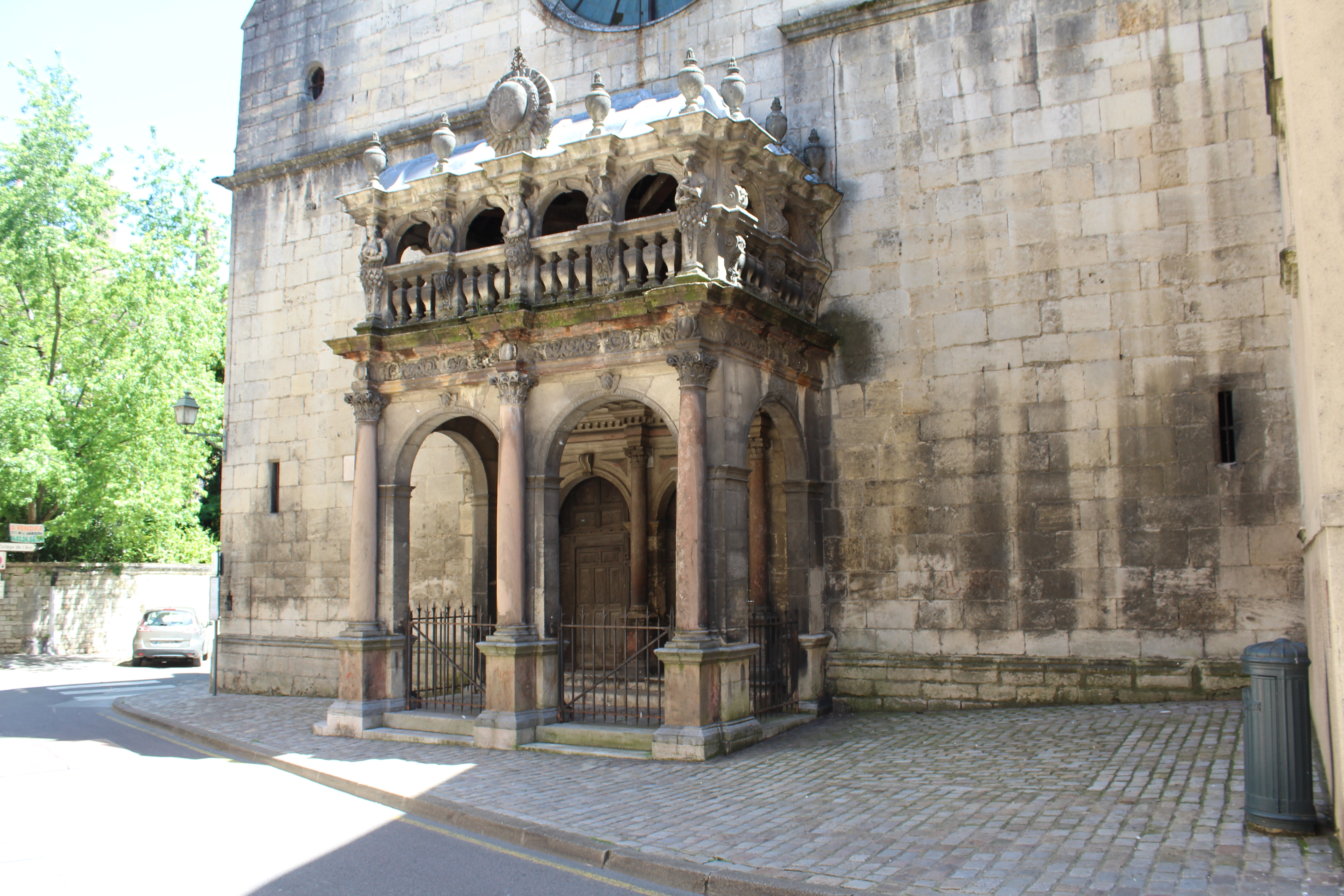
Voormalige Jezuïetenkapel

Het Collège de l’Arc is een middelbare school in de Franse stad Dole, in Franche-Comté. De naam is afkomstig van de boogvormige brug die twee schoolgebouwen uit de 16e eeuw verbindt. Het Collège de l’Arc is een voormalig jezuïetencollege (16e – 18e eeuw).

## Historiek

### Vooraf
Op deze plek had graaf Reinoud III van Bourgondië een gasthuis voor ziekenzorg gesticht (1130) in de Middeleeuwen. Dole was destijds de hoofdstad van het vrijgraafschap Bourgondië, dat zelf behoorde tot het Heilige Roomse Rijk. Aangezien de ziekenverzorging verwaarloosd werd, richtte de stad Dole er nadien een Latijnse school in. Dit gebeurde aan het einde van de Middeleeuwen. Het stadsbestuur organiseerde de Latijnse school tot 1582. Omwille van toenemende druk vanuit gereformeerd onderwijs in het nabije Zwitserland meende het stadsbestuur dat een overname door Jezuïeten gewenst was.

### Jezuïeten
In 1582 startten de Jezuïeten in het Collège de l’Arc hun middelbaar onderwijs. Het onderwijs van de Latijnse school vond voor het laatst plaats in 1590. De Jezuïeten braken vervolgens het oude gasthuis af en bouwden de collegegebouwen die vandaag nog zichtbaar zijn op de campus. Het booggebouw is het kenmerk van de school. Centraal kwam een binnenkoer omzoomd met arcaden. Ze bouwden daarnaast een kapel. 
In 1764, Franche-Comté was intussen al een eeuw Frans bezit, besliste koning Lodewijk XV dat de Jezuïetenorde werd opgedoekt. Het Jezuïetenonderwijs verdween, ook in Dole. De laatste Jezuïet verliet Dole in 1765.

### Nadien
Het Collège de l’Arc heette voortaan Collège Royal, en dit bleef zo tot in 1829. Tijdens de jaren 1820 waren de Jezuïeten teruggekeerd. In 1829 nam de lokale geestelijkheid het college over. Door latere hervormingen van het onderwijs in Frankrijk verdween de geestelijkheid. Het Collège de l’Arc bestaat, ondanks hervormingen, ononderbroken vanaf de 16e eeuw tot heden.

## Enkele oud-leerlingen
- Jean-Denis Attiret (18e eeuw), jezuïet en missionaris in China
- Nicolas Gilbert (18e eeuw), dichter
- Claude Joseph Rouget de Lisle (18e eeuw), militair en dichter
- Anatoile Amoudru (18e-19e eeuw), architect en eerste burgemeester van Dole na de Franse Revolutie
- Jules Grévy (19e eeuw), president van Frankrijk